# Gyalidea epiphylla
Gyalidea epiphylla är en lavart som beskrevs av Vezda 1966. Gyalidea epiphylla ingår i släktet Gyalidea och familjen Asterothyriaceae.   Inga underarter finns listade i Catalogue of Life.